# Štola Marie Pomocná
Štola Marie Pomocná este o arie protejată (arie specială de conservare — SAC, sit de importanță comunitară — SCI) din Republica Cehă întinsă pe o suprafață de 3,32 ha, integral pe uscat.

## Localizare
Centrul sitului Štola Marie Pomocná este situat la coordonatele 50°13′45″N 17°23′54″E / 50.229167°N 17.398333°E.

## Înființare
Situl Štola Marie Pomocná a fost declarat sit de importanță comunitară în aprilie 2005 pentru a proteja 1 specie de animale. Situl a fost protejat și ca arie specială de conservare în iulie 2012.

## Biodiversitate
Situată în ecoregiunea continentală, aria protejată nu include niciun habitat protejat.
La baza desemnării sitului se află o specie protejată de  mamifere: liliac comun (Myotis myotis).